# ワンダーランドII
ワンダーランドⅡは、1993年6月にSANKYOが発売した、デジタル揃いと役物内の振り分けを用いた2段階の当たりが特徴的なパチンコ機のシリーズ名。
ワンダーランドⅡの1機種がある。

## 概要
確率変動機能を搭載した権利物。本機は2回ワンセットタイプで、初回権利獲得後は次回権利獲得までデジタルが高確率で揃う仕様となっている。玉が左右のスタートチャッカーを通過すると、盤面中央の赤色のデジタルが回転する。この赤色のデジタルがゾロ目で揃うと盤面上部の電チューが開放される。電チューに拾われた玉はセンターに配置されている役物内に運ばれ、役物奥に配置されているVゾーンに入賞すると権利獲得となる。Vゾーンの左右にはハズレ穴がある。赤色デジタルの右に緑色のデジタルが配置されているが、これはラッキーナンバー用のものである。

## スペック
- ワンダーランドⅡ
  - 賞球数 7&15
  - 大当たり最高継続 16R
  - デジタル確率
    - 通常時 1/60
    - 確変時 1/6

## 図柄
- 0
- 1
- 2
- 3
- 4
- 5
- 6
- 7
- 8
- 9

## 演出
赤いデジタル図柄がゾロ目で揃うと盤面上部の電チューが1.5秒開放される。役物内は上段と下段に分かれており、それぞれ3つずつ穴がある。上段にはVゾーンがあり、ここに入賞すると権利獲得となる。下段にはVゾーンはなくラッキーポケットがあり、ここに入賞すると権利は獲得できないが、デジタルの確率変動に突入する。ラッキーポケットの左右にもハズレ穴がある。1度目の権利獲得後だけでなく、ラッキーポケットへの入賞でも確変に突入する仕様である。1度目の権利獲得後は次回権利獲得まで盤面上部の電チューの開放時間が3秒に延びるので、V入賞はしやすくなる。
役物奥には兵隊が3人いて、Vゾーンの門番が立ち上がると両脇の2人は下がり、両脇の2人が上がるとVゾーンの門番は下がるという動きを見せる。